# بیالی
بیالی (به ییدیش: ביאלי) نوعی نان حلقه ای شکل که به‌طور سنتی در لهستان و همچنین آشپزی یهودی تهیه می‌شود. این نان از نظر ظاهری به بیگل شباهت دارد اما قبل از پخت در آبجوش فرو برده نمی‌شود و به سادگی طبخ می‌شود.